# Чеботарьов Федір Кузьмич
Чеботарьо́в Фе́дір Кузьми́ч (15 червня 1904, с. Хороше, Слов'яносербський повіт, Катеринославська губернія, Російська імперія — 19 січня 1985, Київ, Українська РСР, СРСР) — український радянський державний діяч, голова виконавчого комітету Київської міськради депутатів трудящих у 1946—1947 роках. Депутат Верховної Ради УРСР 2-го скликання.

## Біографія
Народився на Луганщині в родині селян-бідняків. Працював учнем та підмайстром на черепичному заводі.
У 1919 році вступив до РКП(б), брав участь у громадянській війні, воював у складі радянського партизанського загону на Донбасі. З 1919 року був бійцем 12-ї дивізії Червоної армії, районним військовим комісаром.
Після демобілізації з 1924 року працював вибійником на шахті №1 Криворізького рудника та вчився на Луганському індустріальному робітничому факультеті. Того ж року переведений до Київського хіміко-технологічного інституту, який закінчив 1931 року. Одночасно вчився у Військово-технічній академії імені Дзержинського (м. Ленінград), яку закінчив у 1932 році.
У 1933 році був призначений директором Київського електромеханічного комбінату.
З 1934 року працював на заводі «Арсенал» заступником (помічником) та начальником цеху, згодом — начальником виробництва, заступником головного інженера заводу.
У серпні 1937 року обраний першим секретарем Кіровського районного комітету КП(б)У міста Києва. 3 грудня 1937 року працював директором Київського заводу «Арсенал» (Червонопрапорного заводу № 393).
У 1939—1943 роках перебував на керівних посадах на промислових підприємствах Далекого Сходу. У 1943 році знов очолив артилерійський завод «Арсенал», який перебував у евакуації в східних районах РРФСР.
Згодом направлений до Києва, де з лютого 1946 по листопад 1947 року працював головою виконавчого комітету Київської міської ради депутатів трудящих.
У грудні 1947 — травні 1953 року був заступником міністра місцевої промисловості УРСР із загальних питань. З травня 1953 року — начальник Головного управління металовиробів Міністерства місцевої і паливної промисловості Української РСР. Пізніше працював начальником відділів Київського раднаргоспу, Міністерства харчової промисловості УРСР, Держплану УРСР.
Брав активну участь у громадському житті, обирався депутатом Верховної Ради УРСР, членом Київського міського та Печерського районного комітетів Компартії України.
Помер у Києві 19 січня 1985 року. Похований на Байковому цвинтарі в м. Києві.

## Відзнаки
Нагороджений орденами Леніна (08.06.1939), Вітчизняної війни І ступеня (02.07.1945), двома орденами Червоної Зірки (18.01.1942, 05.08.1944), медалями, Почесною Грамотою Президії Верховної Ради УРСР.